# En la nave del encanto
En la nave del encanto es una película independiente documental española de 2024, escrita y dirigida por Pedro Alonso O'Choro en su ópera prima y codirigida por Enrique Baró Ubach. Tuvo su estreno en el Festival de Rizoma el 21 de noviembre de 2024, y luego se estrenó en Netflix el 7 de enero de 2025 como una miniserie de tres episodios.

## Trama
Pedro Alonso y su equipo se embarcan en un viaje a través de vías meditativas, acercándose al mundo del chamanismo. Dibujando un ocho por los márgenes de la geografía mexicana, la travesía les llevará al encuentro de maestros de la medicina tradicional con los que comparte una particular mirada sobre la vida de naturaleza panteísta, pero también sobre sus protocolos de sanación y sus rituales de visión, en los que participan durante el rodaje.

## Intervenciones
- Pedro Alonso O'Choro
- Julia Guizar García
- Sara Marcé Vuelvas
- Yorch García
- Pablo Medrano Bayona
- Ema
- Enrique Baró Ubach

## Producción
Pedro Alonso concibió la idea de realizar un documental sobre el chamanismo, al querer neutralizar los prejuicios alrededor de esas prácticas espirituales. El rodaje de En la nave del encanto comenzó en la ciudad turca de Estambul, y luego se expandió hasta la ciudad colombiana de Bogotá y las localidades mexicanas de Palenque, Valle de Bravo, Coyoacán y San José Tenango, así como los territorios del Wirikuta en San Luis Potosí.

## Lanzamiento y marketing
En la nave del encanto tuvo su estreno mundial en el Festival de Rizoma el 21 de noviembre de 2024. El 5 de diciembre de 2024, se anunció que Netflix había adquirido la película y la estrenaría en su plataforma el 7 de enero de 2025 en España, Latinoamérica y Portugal. A pesar de ser un largometraje, Netflix remontó En la nave del encanto como una miniserie de tres episodios para su estreno en la plataforma.